# Parc Nacional de Picos de Europa
El Parc Nacional de Los Picos de Europa (Parc Nacional dels Pics d'Europa) és una zona natural situada en territoris de les províncies de Cantàbria, Astúries i Lleó, sent per tant l'únic parc nacional que pertany a tres comunitats autònomes diferents i que és gestionat de forma conjunta. La superfície total del parc abasta fins a 67 455 hectàrees. Està situat entre les províncies de Lleó (24.719 ha), Astúries (24.560 ha) i Cantàbria (15.881 ha). La cota més alta del parc se situa als 2.648 msnm en el cim de Torrecerredo (la més famosa és la Peña Santa de 2.596 metres) i la més baixa a nivell del mar de 75 m al riu Deva la qual cosa suposa una diferència de 2.573 m. Entre els seus arbres predominen el faig i el roure; els animals més destacats són el isarn, l'àliga, el voltor, la llúdria, el llop, l'os i el gall fer cantàbric.
El massís occidental dels Picos de Europa va ser declarat parc nacional el 22 de juliol de 1918 pel rei Alfons XII, amb el nom de "Parque Nacional de la Montaña de Covadonga" (Parc Nacional de Covadonga), i va passar a ser el primer espai protegit del país i per tant, el primer parc nacional espanyol. Comptava aleshores 16.925 hectàrees (1 hectàrea = 10.000 metres quadrats). Més endavant, el 30 de maig de 1995 la condició de parc nacional es va ampliar a tot l'àrea dels Pics d'Europa, quedant tal com es coneix actualment, entrant a formar part de la xarxa de parcs nacionals i sent un dels primers espais protegits juntament amb el Parc Nacional d'Ordesa i Mont Perdut. El 9 de juliol de 2003 la UNESCO va aprovar la proposta que el va convertir en reserva de la biosfera.